# Educação no Haiti

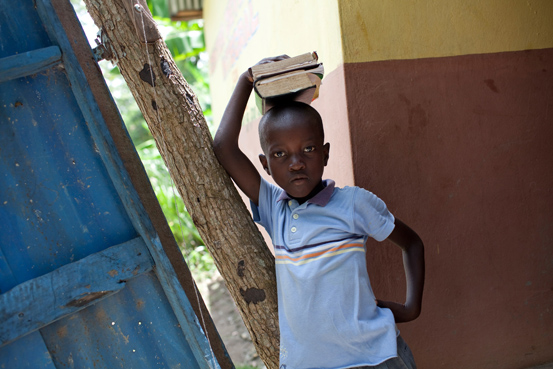
estudante haitiano

O sistema da educação no Haiti é baseada no sistema francês, e está sob a responsabilidade do Ministério da Educação.

## História
No mandato do presidente Aristide foram feitas algumas melhorias na educação do Haiti. Em 1997 o governo criou um plano de educação de 10 anos, com o objetivo de dar acesso universal para escolas de qualidade. Os recursos nacionais para educação aumentaram de 9% do produto interno bruto em 1997 para 22% em 2000, que permitiu pagar por programas para prover lunches, uniformes e transporte escolar para as escolas. Além disso, em 2002, o governo começou uma campanha de alfabetização, facilitada por 30.000 monitores de alfabetização e a distribuição de 700.000 manuais. Na média, a taxa de matrículas nas escolas subiu de 20% em 1994 para 64% em 2000.

## Alfabetização
O padrão de educação no Haiti é extremamente baixo. A taxa de alfabetização é de cerca de 53% (55% para homens e 51% para mulheres) está muito abaixo da média de 90% dos países da América Latina e do Caribe.
Apesar de a educação ser gratuita, o uniforme e o material escolares não são. Por isso, muitas crianças não podem frequentar a escola, especialmente nas áreas rurais. A taxa de evasão escolar em todos os níveis é muito elevada, e em particular nas áreas rurais.
O melhor ensino é o oferecido por escolas privadas, em sua maioria administradas por organizações religiosas católicas ou protestantes. Algumas oferecem uma educação completa, do jardim de infância até a escola secundária.  Atualmente, a maioria das escolas do Haiti são privadas. Escolas privadas internacionais (administradas pelo Canadá, França ou Estados Unidos) e escolas administradas pelas igrejas locais educam 90% dos estudantes. O país possui uma grande falta de material escolar e professores qualificados, e a população rural continua tendo pouca presença nas escolas do país.

### Escolas primárias

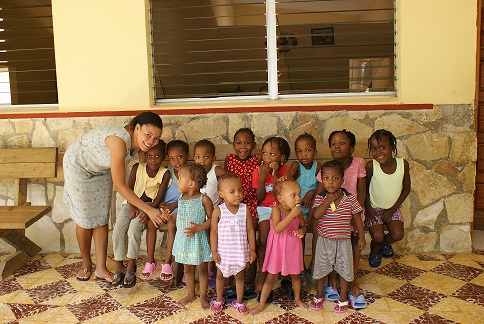
Crianças da escola primária no Haiti

O Haiti possui 15.200 escolas primárias, das quais 90% são não-públicas e administradas pela comunidade, organizações religiosas, ou ONGs.
O jardim de infância é oferecido pelas escolas primárias e é o nível mais frequentado em todas as escolas. As crianças frequentam o jardim de infância por dois anos, com as idades de 3 e 4 anos e então passam ao ensino elementar, onde permanecem por mais seis anos. As aulas são ministradas em haitiano até os últimos anos, quando as crianças começam a aprender o francês para se preparar para o ensino secundário. A matrícula no ensino primário tem alcançado os 80%, mas menos de 30% das crianças concluem os seis anos regulamentares.

### Escolas secundárias
Poucas crianças conseguem chegar à escola secundária, especialmente em áreas rurais, onde são frequentemente requisitadas a trabalhar na fazenda da família. Há também poucas escolas secundárias no interior do país, e as crianças têm que andar quilômetros para chegar à escola mais próxima, onde as turmas são normalmente muito grandes. As crianças do interior que concluem o primário normalmente têm de mudar de cidade para continuar seus estudos. Algumas escolas vocacionais oferecem acomodação, e o governo concede bolsas para compensar o custo de alojamento. O ensino secundário dura sete anos e inclui um exame bem exigente no fim. Muitos alunos desistem nos últimos dois anos. As aulas são ministradas em francês e são baseadas em memorização. E cerca de 25% dos alunos do secundário frequentam escolas vocacionais.

### Educação superior
A maior universidade é a Universidade do Estado do Haiti (UEH), fundada em 1944 e que possui faculdades de Direito e Economia, Administração e Gestão, e Medicina e Farmácia. Há ainda duas universidades privadas: a Universidade do Rei Henri Cristophe e o Instituto Internacional de Estudos Universitários, além de vários cursos de direito e faculdades técnicas.
A lista de universidades do Haiti inclui:
- Université Caraïbe (CUC)
- Université d'État d'Haïti (UEH)
- Université Notre Dame d'Haïti (UNDH)
- Université Chrétienne du Nord d'Haïti (UCNH)
- Université Lumière / MEBSH
- Université Quisqueya (UNIQ)
- Université Roi Henri Christophe
- Université Publique de l'Artibonite aux Gonaïves (UPAG)
- Université Publique du Nord au Cap-Haïtien (UPNCH)
- Université Publique du Sud au Cayes (UPSAC)